# ゴールデン・ウェスタン
『ゴールデン・ウェスタン』(Golden Western)は、原田実とワゴン・エース(ロイヤル・ワゴン・エース名義)のアルバム。1967年に東芝音楽工業からリリースされた。

## 収録曲
Side 1
1. 北風
2. カウライジヤ
3. テネシー・ワルツ
4. 知りたくないの
5. レッドリバーバレー
6. スチールギター・ラグ

Side 2
1. サン・アントニオ・ローズ
2. ヘイ・グッド・ルッキン
3. ジャンバラヤ
4. ハイ・ヌーン
5. ア・フール・サッチ・アズ・アイ
6. わらの中の七面鳥

## パーソネル
原田実とワゴン・エース
- 原田実（スティール・ギター、編曲）